# Agave chrysantha
Agave chrysantha ist eine Pflanzenart aus der Gattung der Agaven (Agave). Ein englischer Trivialname ist „Golden-Flowered Agave“.

## Beschreibung
Agave chrysantha ist monokarpisch, formt kleine, kompakte Rosetten und bildet manchmal spärlich Ausläufer. Sie erreicht Wuchshöhen von 50 bis 100 Zentimetern und einen Durchmesser von 80 bis 180 Zentimetern. Die variablen, rinnigen, linealisch bis lanzettförmig, gelbgrünen bis grauen, Blätter sind 40 bis 75 cm lang und 8 bis 10 cm breit. Die Blattränder sind variabel gezahnt. Der braune bis graue Enddorn ist 5 bis 15 cm lang.
Der rispige schlanke, gerade Blütenstand wird 4 bis 8 m hoch. Die goldgelben Blüten sind 40 bis 55 mm lang und erscheinen am oberen Teil des Blütenstandes an unregelmäßig angeordneten Verzweigungen. Nach der Blüte bilden sich selten Bulbillen. Die Blütenröhre ist 8 bis 13 mm lang.
Die variabel geformten dreikammerigen Kapselfrüchte sind 35 bis 50 mm lang und 13 bis 15 mm breit. Die schwarzen Samen sind 6 bis 7 mm lang und 4,5 bis 5 mm breit.
Die Blütezeit reicht von Juni bis August.
Die Chromosomenzahl beträgt 2n = 60.

## Systematik und Verbreitung
Agave chrysantha wächst endemisch in Zentral-Arizona in den Vereinigten Staaten, an steinigen Berghängen, in Granit- und Vulkanböden, in Gras- und Waldland in 900 bis 1800 m Höhe. Sie ist vergesellschaftet mit zahlreichen Kakteen- und Sukkulentenarten.
Die Erstbeschreibung durch Robert Hibbs Peebles ist 1935 veröffentlicht worden. Synonyme sind Agave palmeri var. chrysantha (Peebles) Little und Agave palmeri subsp. chrysantha (Peebles) B. Ullrich.
Agave chrysantha ist ein Vertreter der Sektion Ditepalae. Charakteristisch sind die langen, bis zu 8 Meter hohen Blütenstände. Sie ähnelt Agave palmeri und Agave parryi jedoch werden Unterschiede der Blatt- und Blütenstruktur deutlich. Agave chrysantha wird im Desert Botanic Garden in Arizona kultiviert.
Sie hybridisiert mit Agave murpheyi, Agave palmeri, Agave parryi var. couesii und Agave delamateri.